# جيوفري بينيت
جيوفري بينيت (بالإنجليزية: Geoffrey Bennett)‏‏ (7 يونيو 1909 - 5 سبتمبر 1983 ) روائي من المملكة المتحدة.